# بليك إس. ويلسون
بليك إس. ويلسون (بالإنجليزية: Blake S. Wilson)‏ هو مهندس أمريكي، ولد في 1948.